# La Fessée (chanson)
Pour l’article homonyme, voir La Fessée.
Pistes de Supplique pour être enterré à la plage de Sète
Le Fantôme Le Pluriel
La Fessée est une chanson écrite, composée et interprétée par Georges Brassens. Elle est diffusée, en 1966, sur l'album Supplique pour être enterré à la plage de Sète.

## La chanson
La Fessée s'inscrit parmi les chansons coquines de Brassens, où le poète sétois s'amuse des convenances et transgresse avec humour les interdits.
Le narrateur rend visite à la veuve d'un ancien camarade d'école, récemment décédé et reste seul à ses côtés dans la chapelle ardente. Afin d'apaiser son chagrin, il essaie quelques bon mots et bientôt à ses blagues la veuve rit de bon cœur. Apercevant une pipe sortant de sa veste, elle l'encourage « bourrez-la donc, [...], mais où diantre ai-je mis mon porte-cigarettes ? »
À minuit, elle lui demande s'il n'a pas faim ? et les voilà devant « un petit souper aux chandelles. »
Le vin de Champagne aidant, après avoir vidé « le deuxième magnum, [...], son esprit se mit à battre la campagne... », la voilà assise sur ses genoux, déposant un baiser sur ses lèvres. « Me voilà rassurée, [...], j'avais peur que, sous votre moustache en tablier d'sapeur, Vous ne cachiez coquettement un bec-de-lièvre... »
Vexé, il la retourne afin de lui administrer une punition qu'il considère méritée, tout « en fermant les yeux pour ne pas trop en voir » et abat « sur elle une main vengeresse ! » Tandis qu'il s'apprête à porter le second coup, elle s'enquiert de savoir s'il a remarqué qu'elle a « un beau cul ? » c'est ainsi que capitulant, la « main vengeresse est retombée, vaincue ! » et que « le troisième coup ne fut qu'une caresse. » 

### Analyse
Cette chanson est composée de 9 strophes en alexandrins.
On retrouve ce schéma dans d'autres chansons de Brassens comme  "le fantôme" ou "l'orage".
Chaque strophe est composée de 6 vers suivant le même schéma : 
- Deux premiers vers rimes AA 
- Vers 3 rime B 
-Vers 4 et 5 rimes CC
- Vers 6 rime B
Musique : La mineur

## Discographie
1966 (éditions originales) :
- album Supplique pour être enterré à la plage de Sète
- 45 tours Philips B370.7476 F : L'Épave, La Fessée
- super 45 tours Philips 437.368 BE : La Non-demande en mariage, La Fessée, Les Quatre Bacheliers